# بخش کشی‌نگر
بخش کشی‌نگر (به انگلیسی: Kushinagar district) یک بخش در هند است که در اوتار پرادش واقع شده‌است.